# Europahalle Trier

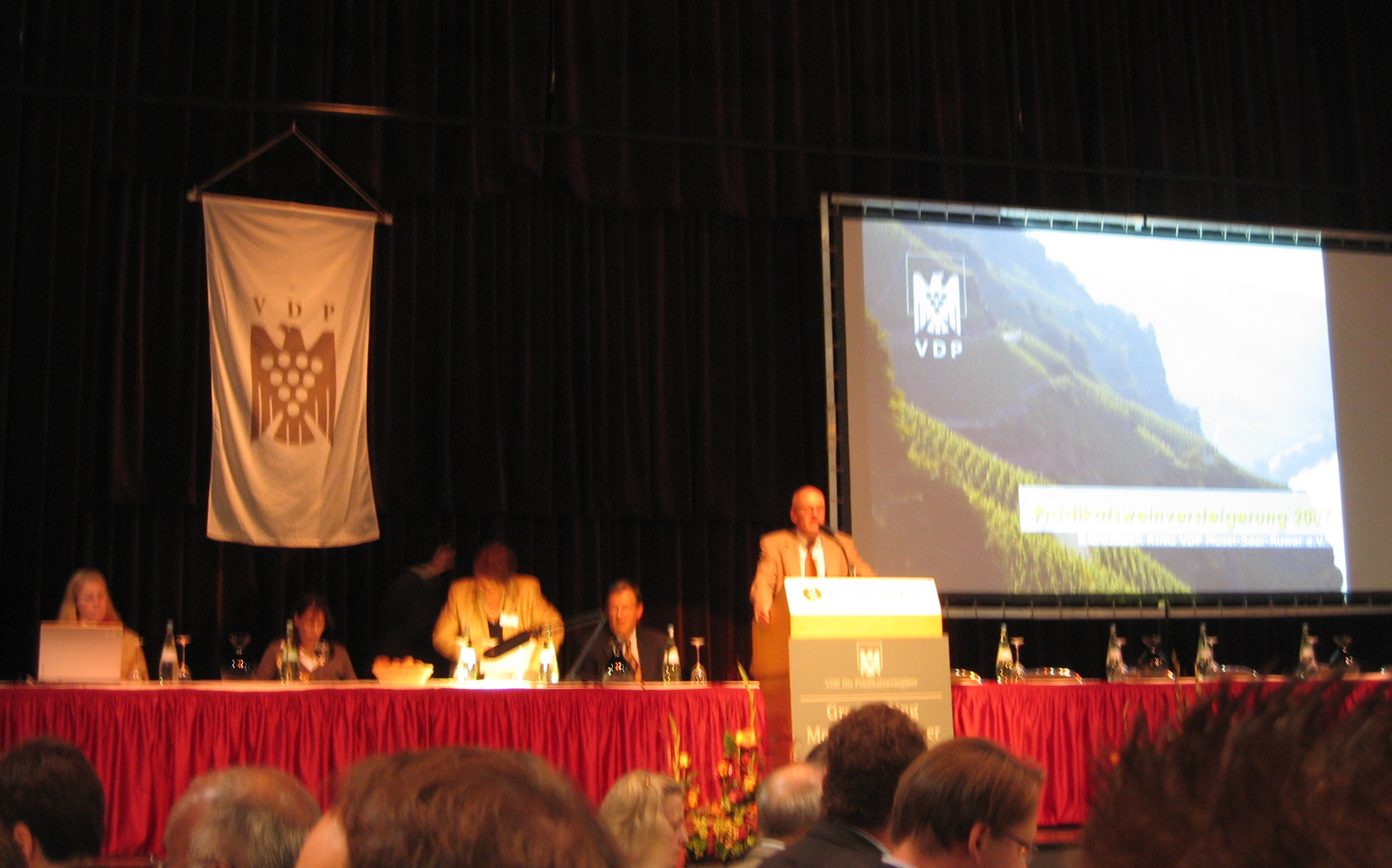
Weinversteigerung des VDP in der Europahalle

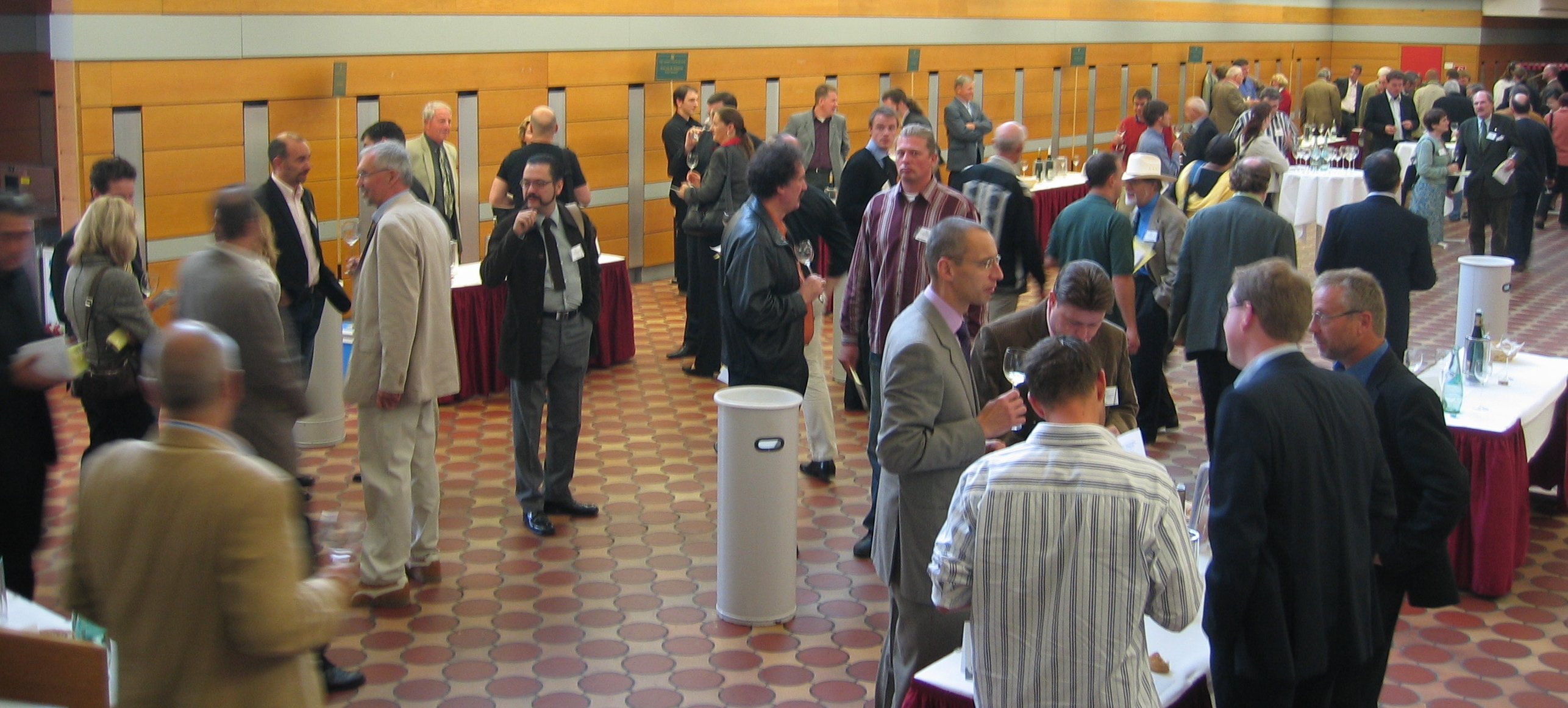
Weinprobe des VDP in der Europahalle

Die Europahalle Trier am Viehmarktplatz ist eine von drei größeren Multifunktionshallen in der kreisfreien Stadt Trier in Rheinland-Pfalz. Die anderen beiden Hallen sind die Messeparkhalle in den Moselauen und die SWT-Arena am Fort-Worth-Platz in Trier-Nord.

## Geschichte
Die Europahalle wurde von 1975 bis 1977 erbaut und war ein Ersatz für den 1974 abgerissenen Treviris-Saalbau an der Jakobstraße/Moselstraße. Die Eröffnung der Europahalle fand am 1. Oktober 1977 statt.
Die Baukosten betrugen rund 16,1 Millionen Mark (ca. 8,23 Millionen Euro), 80 Prozent zahlte das Land Rheinland-Pfalz.
Die Bauweise der Europahalle entspricht dem damaligen Zeitgeist.
Das Studio Trier des Südwestfunks eröffnete in der Europahalle am 29. Oktober 1977 und verblieb dort bis 1999.

## Nutzung
Die Europahalle liegt am Viehmarktplatz und ist baulich verbunden mit dem Hotelkomplex an der Kaiserstraße/Südallee.
Die Parkhäuser Europahalle Trier und Viehmarkt Trier liegen in unmittelbarer Nähe.
Die Größe der Halle beträgt etwa 2000 Quadratmeter. Sie verfügt insgesamt über drei Veranstaltungs- und Tagungsräume für bis zu 1200 Personen, bestuhlt, und maximal 1500 Personen, unbestuhlt.
2017 wurde die Stehplatzkapazität von ursprünglich 2000 auf 1500 festgesetzt.
Die 7. Folge der ARD-Fernsehsendung Auf Los geht’s los mit Joachim Fuchsberger wurde am 29. Oktober 1977 ausgestrahlt.
Die Prunksitzungen der Trierer Karnevalsgesellschaft Heuschreck werden im Bürgerrundfunksender OK54 aufgezeichnet und ausgestrahlt.
In der Halle finden beispielsweise Tagungen, Kongressen, Feiern, Weinprämierungen und Musikveranstaltungen statt.
Veranstaltungen hatten 2018 unter anderem folgende Künstler: Helge Schneider, Klaus Hoffmann, Radio Doria, Die Amigos, Deine Freunde, Herbert Pixner, Philipp Poisel, Sasha, Konstantin Wecker, Julia Engelmann, Katrin Bauerfeind, Uriah Heep, Gerd Dudenhöffer, Tom Gaebel, Ralph Ruthe, Johann König, Andreas Müller, Torsten Sträter, De Höhner und Guildo Horn.